# Ceritoturris
Ceritoturris là một chi ốc biển, là động vật thân mềm chân bụng sống ở biển trong họ Turridae.

## Các loài
Các loài thuộc chi Ceritoturris bao gồm:
- Ceritoturris nataliae Kilburn, 1988[3]
- Ceritoturris thailandica Robba et al., 2006[4]
- Ceritoturris thailandis Robba et al., 2006[5]